# مأموران مخفی پلیس
ماموران مخفی پلیس (به انگلیسی: Stingers) مجموعهٔ تلویزیونی پلیسی محصول کشور استرالیا است که از سال ۱۹۹۸ تا سال ۲۰۰۴ در هشت فصل از شبکه نه استرالیا پخش شد. دلیل توقف ساخت این مجموعه، ریزش تعداد تماشاگران و پایان یافتن زمان ساخت می‌باشد که توسط شبکه نه تعیین شده بود. این مجموعه تلویزیونی در بیش از ۶۵ کشور جهان از جمله کانادا، دانمارک، مصر، فرانسه، ایران، ایرلند، بلژیک، لوکزامبورگ، هلند، نیوزیلند، نروژ، لهستان، پرتغال، آفریقای جنوبی، اسپانیا، سوئد، ترکیه و بریتانیا پخش شده‌است. مدت زمان پخش هر قسمت این مجموعهٔ تلویزیونی در حدود ۴۴ دقیقه بود.

## خلاصه داستان
این مجموعهٔ تلویزیونی با الهام‌گرفتن از حوادث واقعی، اتفاقات بخش فوق جاسوسی پلیس شهر ویکتوریا استرالیا را به نمایش می‌کشد. در این مجموعه زندگی شخصی افراد این بخش نیز دنبال می‌شود که گاهی با کارهایشان درهم تنیده می‌شود. این مجموعه در حین پخش فصل اول از سوی تماشاگران درجه متوسط را گرفت اما پس از چند تغییر عمده از جمله ایجاد تغییر در شخصیت‌های مجموعه توانست در ادامه به یک مجموعه موفق تبدیل شود.

## بازیگران
بازیگران اصلی این مجموعهٔ تلویزیونی شامل پیتر فلپس، جو پتروزی، کیت کندال، یان استنلیک، آنیتا هگ و جسیکا ناپیر می‌شوند. همهٔ بازیگران نام برده شده به جز فلپس و کندال پیش از پایان‌یافتن کامل این مجموعه، بازی در این مجموعه را ترک کردند.

## پخش به زبان فارسی
این مجموعهٔ تلویزیونی از شبکه ۱ سیمای جمهوری اسلامی ایران در یکشنبه هر هفته پخش می‌شد. سرپرست گویندگان این مجموعه اکبر منانی بود.